# Gładki Wierch
Gładki Wierch (niem. Glatter Berg, słow. Hladký štít, węg. Sima-hegy') – jeden z najniższych (2065 m) szczytów głównej grani Tatr w obszarze Tatr Wysokich, jednocześnie zwornik dla odchodzących od grani w kierunku południowo-zachodnim Liptowskich Kop, od których jest oddzielony przełęczą Zawory (na terytorium Słowacji). Leży pomiędzy Gładką Kotelnicą w grani Kotelnicy i Walentkowym Wierchem w grani głównej.
Gładki Wierch od Walentkowego Wierchu oddzielony jest Gładką Przełęczą, z której prowadzi wygodne wejście na szczyt (droga jest zamknięta). Z kolei od Gładkiej Kotelnicy szczyt oddziela przełęcz Gładka Ławka. Odcinek grani między Gładką Ławką a Czarną Ławką to Kotelnica. Gładki Wierch wznosi się nad trzema dolinami: Doliną Pięciu Stawów Polskich, Doliną Kobylą i Doliną Wierchcichą. Z każdej z dolin jest łatwo dostępny. Najbardziej strome są jego stoki północno-wschodnie, jednak nie jest to ściana. Na szczycie jest tektoniczne pęknięcie.
Nazwa szczytu pochodzi od Gładkiego – północnych, opadających do dna Doliny Pięciu Stawów Polskich trawiastych zboczy.
Drogi prowadzące na szczyt były od dawna znane pasterzom. Nie sposób określić daty i nazwiska zdobywcy. Najstarsze odnotowane wejścia turystyczne:
- latem – Teodor Eichenwald, Ferdynand Rabowski, Jan Bachleda Tajber, Wojciech Tylka Suleja, 5 sierpnia 1902 r.,
- zimą – Józef Grabowski z osobami towarzyszącymi, 3 lutego 1912 r.[3]

W latach 1929–1930 na szczycie znajdowała się zimowa stacja badawcza meteorologów z Uniwersytetu Jagiellońskiego.

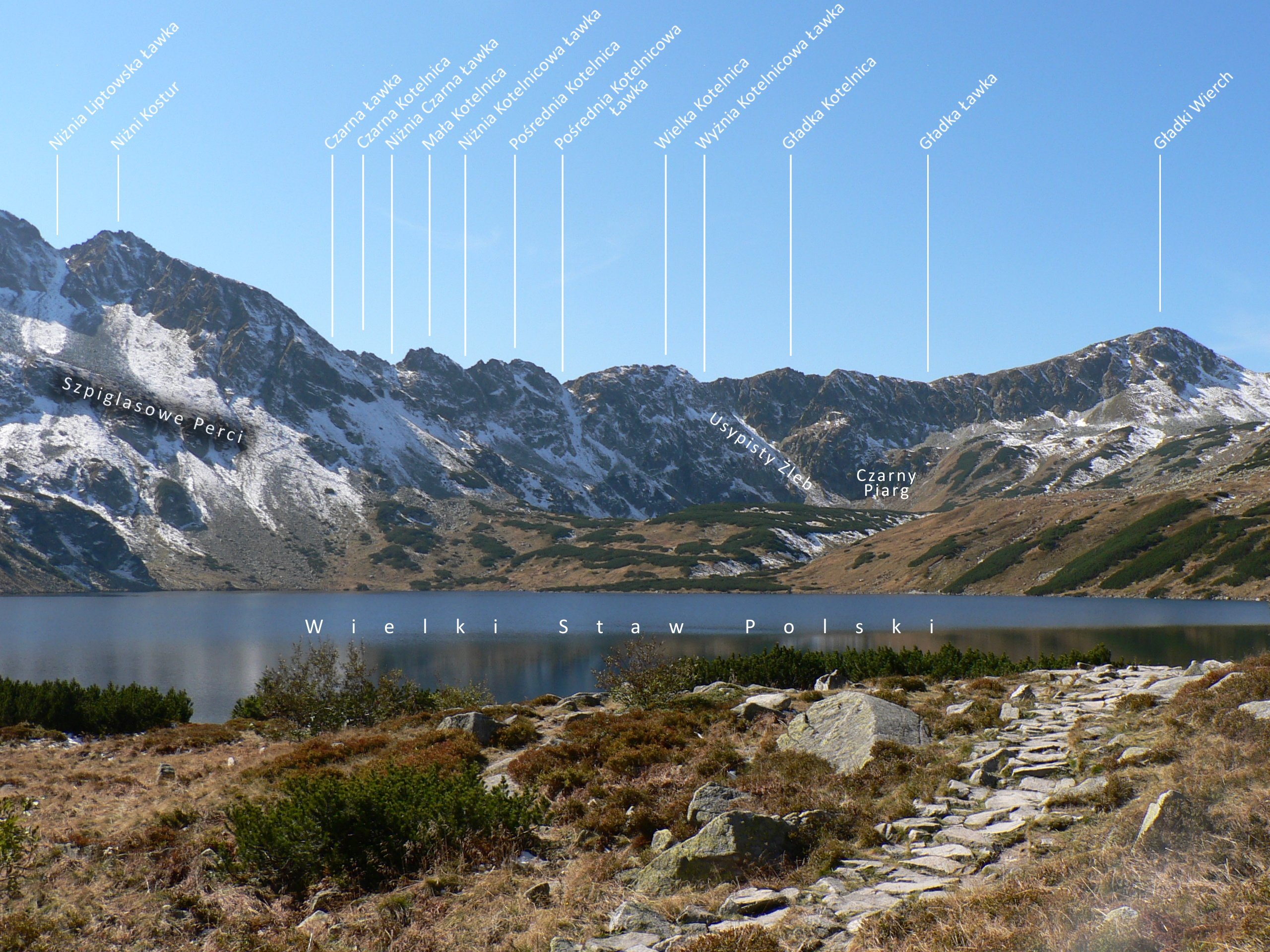
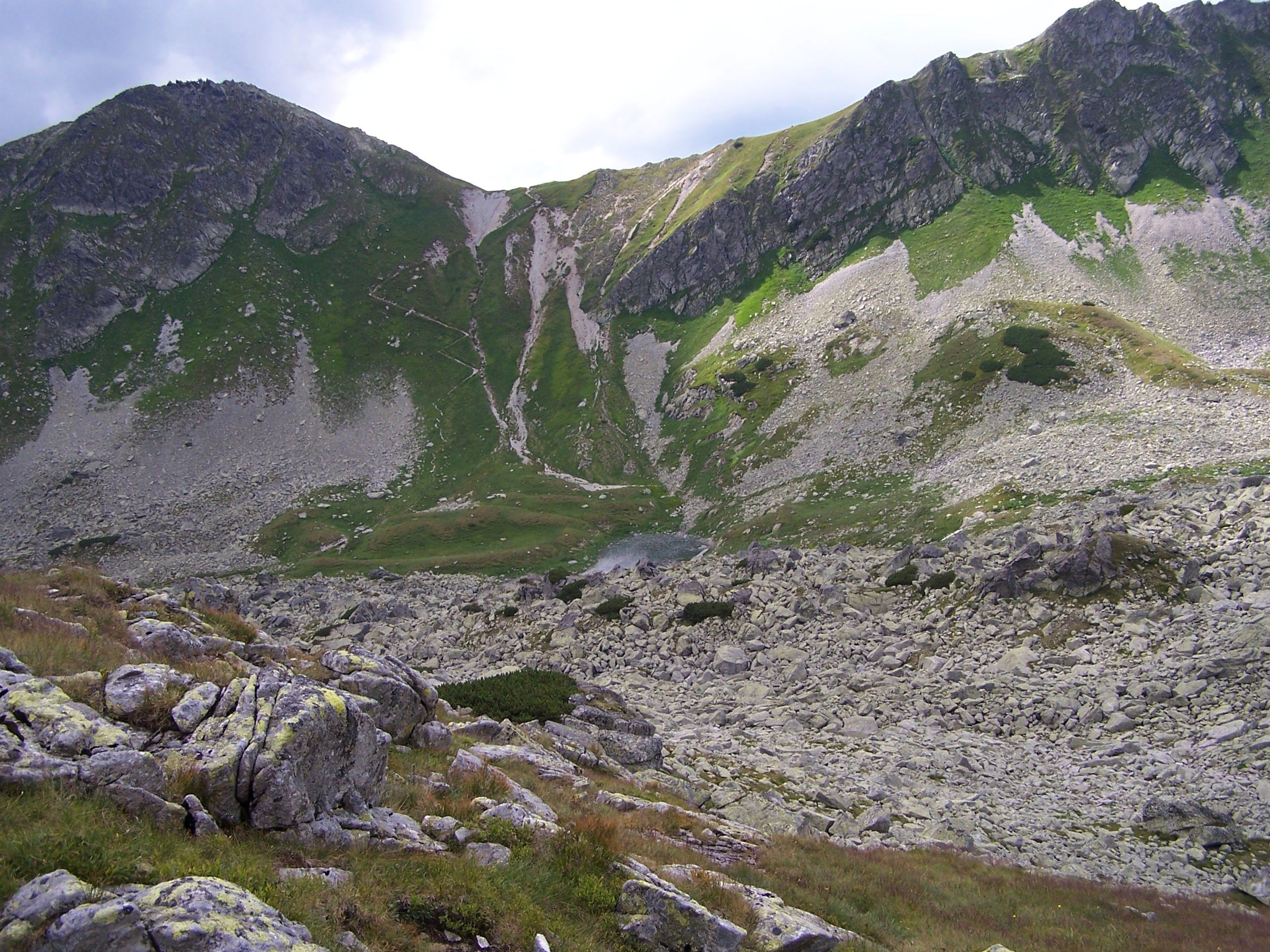
Gładki Wierch i Gładka Przełęcz – widok ze zboczy Kołowej Czuby